# Mareca
Mareca är släkte i familjen änder inom ordningen andfåglar med utbredning i Nordamerika, Sydamerika, Europa och norra Asien. Tidigare inkluderades det i Anas men urskiljs nu allmänt av de världsledande taxonomiska auktoriteterna, liksom BirdLife Sverige. Det omfattar sex arter, varav en utdöd:
- Praktand (M. falcata)
- Snatterand (M. strepera)
- Amsterdamand (M. marecula) – utdöd
- Bläsand (M. penelope)
- Amerikansk bläsand (M. americana)
- Chilebläsand (M. sibilatrix')